# Краячичі
Краячичі (хорв. Krajačići) — населений пункт у Хорватії, у Бродсько-Посавській жупанії у складі громади Бродський Ступник.

## Населення
Населення за даними перепису 2011 року становило 118 осіб.
Динаміка чисельності населення поселення:

## Клімат
Середня річна температура становить 11,10 °C, середня максимальна – 25,81 °C, а середня мінімальна – -6,19 °C. Середня річна кількість опадів – 800 мм.
| Клімат поселення                              | Клімат поселення | Клімат поселення | Клімат поселення | Клімат поселення | Клімат поселення | Клімат поселення | Клімат поселення | Клімат поселення | Клімат поселення | Клімат поселення | Клімат поселення | Клімат поселення | Клімат поселення |
| Показник                                      | Січ.             | Лют.             | Бер.             | Квіт.            | Трав.            | Черв.            | Лип.             | Серп.            | Вер.             | Жовт.            | Лист.            | Груд.            |                  |
| Середній максимум, °C                         | 6,30             | 8,38             | 12,92            | 17,56            | 22,77            | 25,81            | 25,46            | 24,71            | 20,64            | 15,32            | 9,55             | 5,51             |                  |
| Середня температура, °C                       | 0,06             | 2,14             | 6,68             | 11,34            | 16,54            | 19,56            | 21,43            | 20,65            | 16,58            | 11,27            | 5,51             | 1,45             |                  |
| Середній мінімум, °C                          | −6,19            | −4,09            | 0,44             | 5,08             | 10,29            | 13,33            | 17,36            | 16,60            | 12,54            | 7,22             | 1,44             | −2,59            |                  |
| Норма опадів, мм                              | 51               | 51               | 49               | 60               | 73               | 100              | 70               | 65               | 57               | 74               | 83               | 67               |                  |
| Середньомісячна швидкість вітру, м/с          | 1.76             | 2.02             | 2.32             | 2.26             | 2.02             | 1.90             | 1.83             | 1.69             | 1.66             | 1.66             | 1.76             | 1.82             |                  |
| Середньомісячна сонячна радіація, кДж/м²·день | 4329             | 7019             | 10921            | 15325            | 19277            | 21228            | 22342            | 20475            | 14960            | 9203             | 4883             | 3591             |                  |
| --------------------------------------------- | ---------------- | ---------------- | ---------------- | ---------------- | ---------------- | ---------------- | ---------------- | ---------------- | ---------------- | ---------------- | ---------------- | ---------------- | ---------------- |
| Джерело:                                      |                  |                  |                  |                  |                  |                  |                  |                  |                  |                  |                  |                  |                  |